# Swiss Journal of Palaeontology
Swiss Journal of Palaeontology (ou La Revue suisse de paléontologie en français) est une revue scientifique biannuelle à comité de lecture et en accès libre, qui traite de la paléontologie et de la taxonomie et qui est publiée par BioMed Central. Elle est affiliée à la Société géologique suisse et membre de l'Académie suisse des sciences naturelles.

## Histoire
La revue a été créée sous le nom de Schweizerische Paläontologische Abhandlungen en 1874 et a été publiée par le Musée d'histoire naturelle de Bâle. En 2011, elle a été relancée sous le nom de Revue suisse de paléontologie et l'éditeur est devenu BioMed Central. Depuis 2020, la revue est en libre accès.

## Résumé et indexation
La revue est résumée et indexée dans :
- BIOSIS Previews
- EBSCO databases
- Index Medicus/MEDLINE/PubMed[6]
- Mir@bel[7]
- ProQuest databases
- Science Citation Index Expanded
- Scopus

Selon les Journal Citation Reports, la revue a un facteur d'impact de 3,0 en 2023.